# Мейзер (Юта)
Мейзер (англ. Maeser) — переписна місцевість (CDP) в США, в окрузі Юїнта штату Юта. Населення — 4081 особа (2020).

## Географія
Мейзер розташований за координатами 40°28′19″ пн. ш. 109°34′43″ зх. д. / 40.47194° пн. ш. 109.57861° зх. д. (40.471846, -109.578617).  За даними Бюро перепису населення США в 2010 році переписна місцевість мала площу 16,76 км², уся площа — суходіл.

## Демографія
Згідно з переписом 2010 року, у переписній місцевості мешкала 3601 особа в 1123 домогосподарствах у складі 923 родин. Густота населення становила 215 осіб/км².  Було 1199 помешкань (72/км²).
Расовий склад населення:
| - 95,7 % — білих - 0,6 % — корінних американців - 0,5 % — азіатів - 0,3 % — вихідців з тихоокеанських островів - 0,2 % — чорних або афроамериканців - 1,4 % — осіб інших рас |

До двох чи більше рас належало 1,2 %. Частка іспаномовних становила 5,8 % від усіх жителів.
За віковим діапазоном населення розподілялося таким чином: 35,1 % — особи молодші 18 років, 55,2 % — особи у віці 18—64 років, 9,7 % — особи у віці 65 років та старші. Медіана віку мешканця становила 29,8 року. На 100 осіб жіночої статі у переписній місцевості припадало 98,2 чоловіків;  на 100 жінок у віці від 18 років та старших — 99,7 чоловіків також старших 18 років.
Середній дохід на одне домашнє господарство  становив 76 376 доларів США (медіана — 66 372), а середній дохід на одну сім'ю — 86 102 долари (медіана — 80 373). Медіана доходів становила 65 281 долар для чоловіків та 46 295 доларів для жінок. За межею бідності перебувало 3,3 % осіб, у тому числі 2,1 % дітей у віці до 18 років та 2,1 % осіб у віці 65 років та старших.
Цивільне працевлаштоване населення становило 2002 особи. Основні галузі зайнятості: освіта, охорона здоров'я та соціальна допомога — 17,1 %, сільське господарство, лісництво, риболовля — 15,9 %, роздрібна торгівля — 12,8 %.